# NGC 6623-1
NGC 6623-1 (другие обозначения — UGC 11203, MCG 4-43-26, ZWG 142.40, PGC 61739) — эллиптическая галактика (E) в созвездии Геркулес.
Этот объект входит в число перечисленных в оригинальной редакции «Нового общего каталога».